# Mario De Paolis
Mario De Paolis (Civitavecchia, 28 gennaio 1924 – Roma, 24 dicembre 2012) è stato un generale italiano dell'Aeronautica Militare.

## Biografia
Nel 1942 si arruola nell'allora Regia Aeronautica e frequenta l'Accademia Aeronautica diventa il primo in graduatoria del corso Aquila secondo, vivendo le travagliate vicissitudini dei frequentatori dell'istituto e degli appartenenti all'Aeronautica Militare durante e dopo la seconda guerra mondiale.
Diventato pilota di aerei da caccia, con il grado di maggiore nel 1962 è il comandante del 9º Gruppo della allora 4ª Aerobrigata con base Grosseto, dove gestisce la complessa introduzione in servizio dell'innovativo e complesso per l'epoca intercettore supersonico Lockheed F-104 Starfighter.
È stato coinvolto, alla fine degli anni novanta, nel processo che ha investito gli alti esponenti dell'Aeronautica Militare per l'ipotizzato inquinamento delle prove e il depistaggio delle indagini sulla Strage di Ustica. Al tempo dei fatti egli era capo gabinetto del Ministro della Difesa Lelio Lagorio e in questa veste venne coinvolto nel 1980 nella disamina di quanto accaduto dopo il ritrovamento di un aereo da caccia libico in Calabria. Fu chiamato come testimone nel processo in Corte di Assise contro alti ufficiali dell'Aeronautica Militare accusati di alto tradimento per presunti depistaggi. Parte di questa attività sarebbe consistita nell'omissione di informazioni su quanto accaduto nei confronti dei vertici politici dell'epoca. In questo contesto venne coinvolto il De Paolis nella vicenda, in quanto testimoniando di essere stato informato dell'incidente dallo Stato Maggiore dell'Aeronautica Militare e aver trasmesso le informazioni in qualità di collaboratore al Ministro della Difesa, poté escludere vi fosse stata una condotta omissiva nei confronti dell'autorità politica. La sua condotta fu comunque criticata nella requisitoria dai pubblici ministeri in quanto nessuna comunicazione formale fu prodotta al riguardo e quelle informali rinvenute furono definite "insoddisfacenti" dalla pubblica accusa.
Dal 1985 al 1989 è stato il direttore generale dell'Aero Club d'Italia.
Nel 2001 pubblicò "Obiettivo mancato" un libro con il sottotitolo "Vita militare sotto la prima Repubblica" nel quale riportò la cronaca degli eventi che portarono alla smilitarizzazione del controllo del traffico aereo in Italia, fatti svoltisi tra il 1979 e il 1981, periodo nel quale l'ufficiale era con il grado di generale di squadra aerea il comandante della seconda regione aerea a Roma. Secondo la sua visione, la vicenda fu un esempio della scarsa considerazione che i politici del tempo avevano per i militari e della funzione di cui erano incaricati.

## Libri e saggi
- Obiettivo mancato. Vita militare "sotto" la prima Repubblica (2001)